# Astragalus collenetteae
Astragalus collenetteae es una especie de planta del género Astragalus, de la familia de las leguminosas, orden Fabales.
Fue descrita científicamente por I. C. Hedge & D. Podl.